# Charrecey
Charrecey ist eine französische Gemeinde mit 330 Einwohnern (Stand 1. Januar 2022) im Département Saône-et-Loire in der Région Bourgogne-Franche-Comté (vor 2016 Bourgogne). Die Gemeinde gehört zum Arrondissement Chalon-sur-Saône und zum Kanton Chagny. Die Bewohner werden Charcycois und Charcycoises genannt.

## Geografie
Charrecey liegt etwa siebzehn Kilometer westnordwestlich von Chalon-sur-Saône. Zahlreiche Weinsorten werden hier im Weinbaugebiet Bourgogne angebaut. Umgeben wird Charrecey von den Nachbargemeinden Aluze im Norden und Nordosten, Mercurey im Osten, Saint-Mard-de-Vaux im Süden sowie Saint-Léger-sur-Dheune im Westen und Südwesten.

## Bevölkerungsentwicklung
| Jahr                       | 1962 | 1968 | 1975 | 1982 | 1990 | 1999 | 2006 | 2013 | 2020 |
| Einwohner                  | 283  | 259  | 252  | 264  | 285  | 313  | 303  | 308  | 332  |
| Quellen: Cassini und INSEE |      |      |      |      |      |      |      |      |      |

## Sehenswürdigkeiten

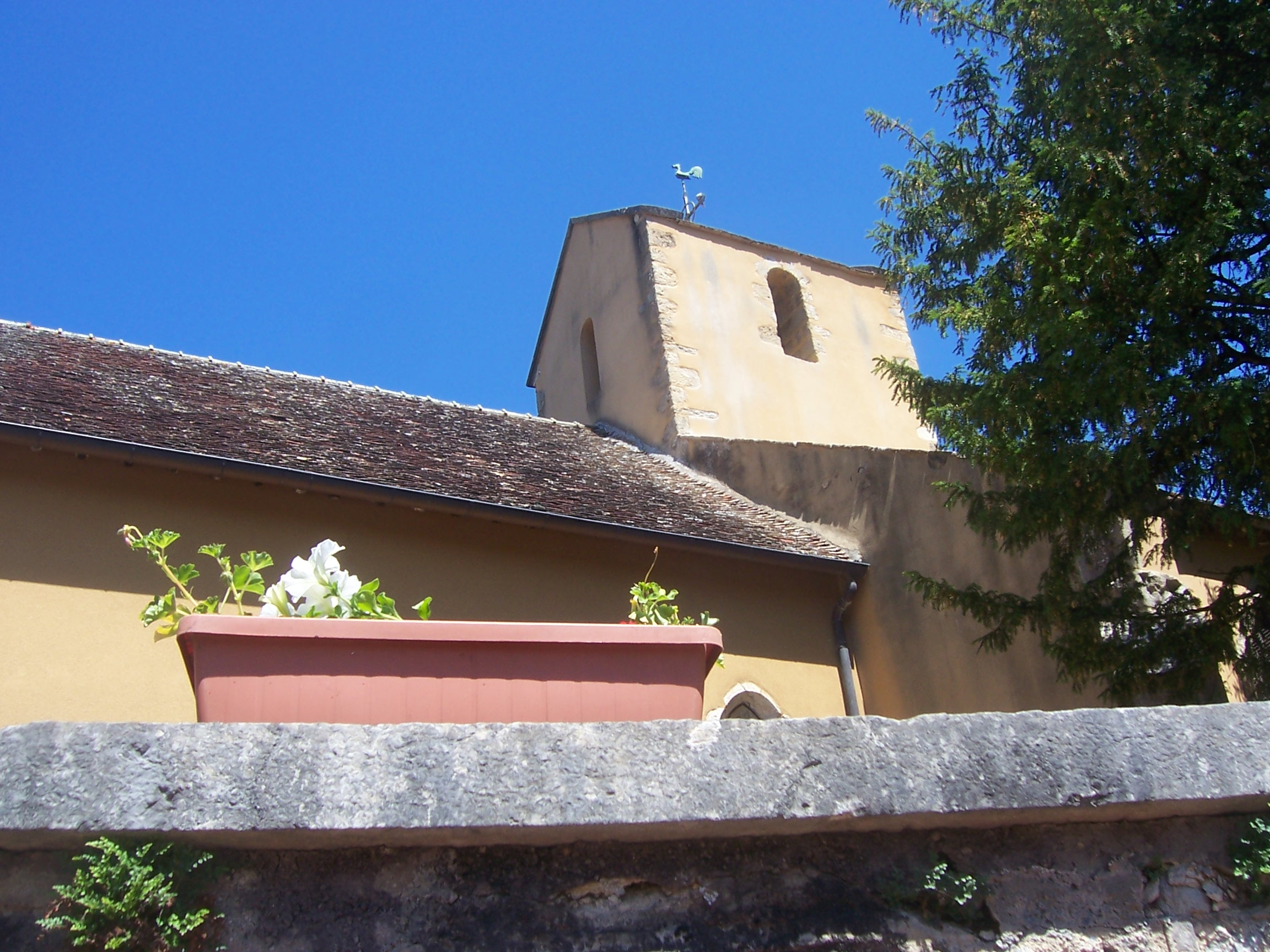
Kirche Saint-Maurice

- Archäologische Grabungsstätte in Saint-Étienne
- Kirche Saint-Maurice
- Friedhofskreuz aus dem 15. und 16. Jahrhundert, seit 1927 als Monument historique klassifiziert
- Reste der Via Agrippa